# Josef Vaculík
Josef Vaculík (* 14. dubna 1957 Kyjov) je český politik a agronom, v letech 2002 až 2008 senátor za obvod č. 81 – Uherské Hradiště, v letech 1998 až 2022 zastupitel Starého Města, člen KDU-ČSL.

## Vzdělání, profese a rodina
Po maturitě na gymnáziu v Uherské Hradišti v roce 1976 vystudoval fytotechniku na Agronomické fakultě Vysoké školy zemědělské v Brně v roce 1981, kdy krátce pracoval jako agronom Státního statku Veselí nad Moravou, v letech 1982–1992 byl zaměstnán na stejné pozici v Zemědělském družstvu Boršice. V letech 1993–2002 řídil z postu Zemědělskou agenturu Ministerstva zemědělství ČR v Uherském Hradišti. Je ženatý, má dcery Barboru a Kristýnu.

## Politická kariéra
V roce 1990 vstoupil do KDU-ČSL. V letech 1998 až 2022 zasedal v zastupitelstvu Starého Města.
Ve volbách 2002 se stal členem horní komory českého parlamentu, když v obou kolech porazil občanského demokrata Květoslava Tichavského. V senátu se angažoval ve Výboru pro hospodářství, zemědělství a dopravu, kde v letech 2004–2008 zastával místopředsednickou funkci. V období 2004–2008 vykonával post místopředsedy i ve Stálé komisi Senátu pro rozvoj venkova. Místopředsedou byl i v senátorského klubu KDU-ČSL mezi lety 2006–2008.
Od května do července 2004 byl kooptovaným poslancem Evropského parlamentu.
V září 2008 havaroval ve Starém Městě, s těžkými zraněními byl převezen do nemocnice, po zhoršení zdravotního stavu byl transportován do brněnské Úrazové nemocnice. Přesto obhajoval svůj mandát ve volbách 2008, v obou kolech však prohrál se sociální demokratkou Hanou Doupovcovou.